# Esopus-oorlogen

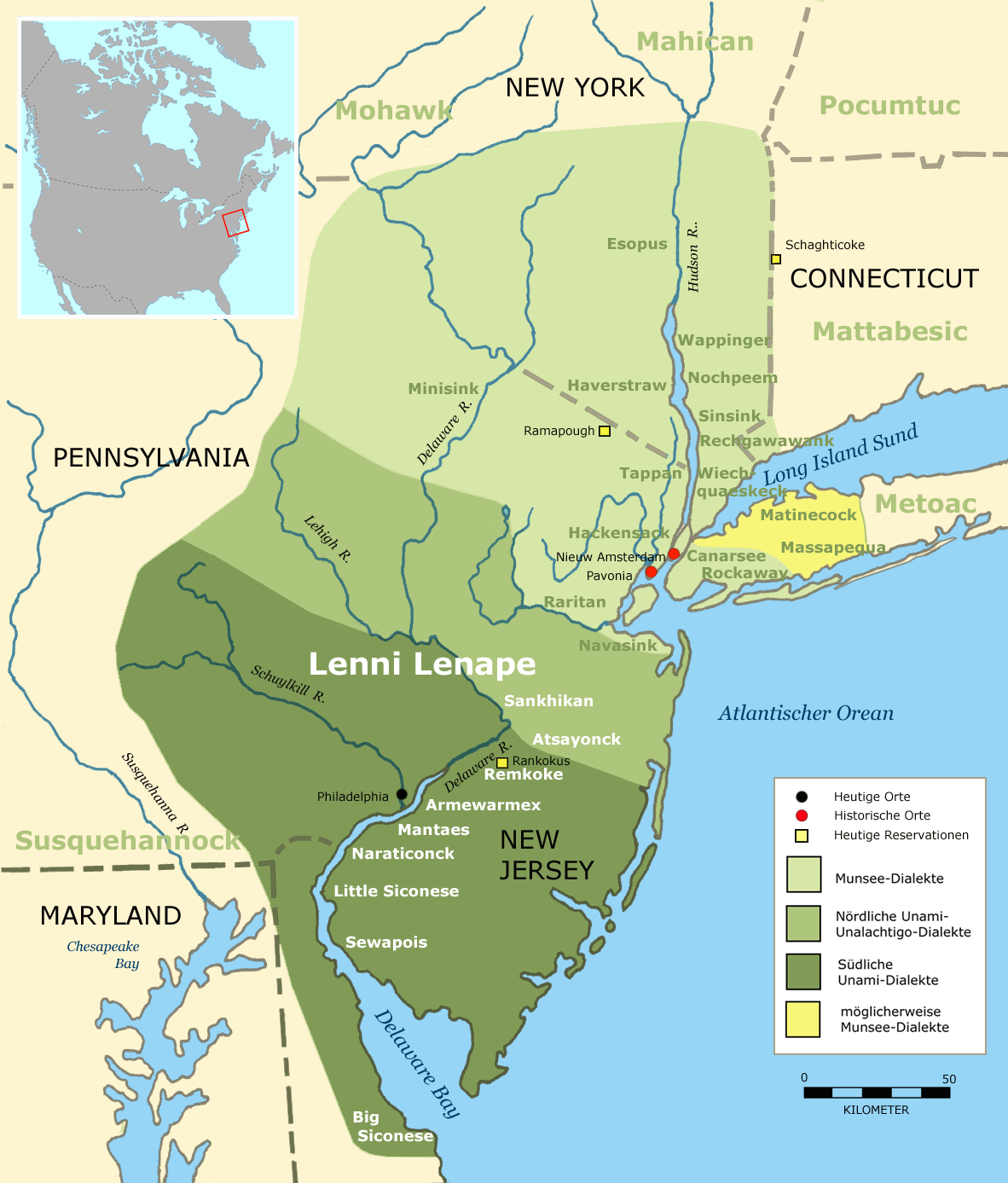
Op deze kaart van de Lenni-Lenape (Delaware)-volkeren is het gebied van de Esopus aangegeven. Het lag langs de Hudson, ten noorden van Nieuw-Amsterdam

De Esopus-oorlogen waren twee lokale conflicten tussen Nederlandse kolonisten en de Espachomy-Munsee (Esopus) van het Lenni-Lenape-volk tijdens de tweede helft van de 17de eeuw in wat nu Ulster County, New York is. Net als veel andere oorlogen tijdens de koloniale periode werden zij veroorzaakt door ongeduld en wederzijds onbegrip tussen Europese en inheems-Amerikaanse culturen. Tolken zoals Sara Roelofs waren dan ook uitermate belangrijk in het contact tussen de oorspronkelijke Amerikanen en de Europeanen.
Het land ten westen van de Hudson stond al in 1620 bekend als een plaats waar goede handel mogelijk was voor de Nederlandse kolonisten met de plaatselijke indianen. Door de oorspronkelijke bewoners werd het gebied "esepu", genoemd, wat "hoge oever" betekent.
Men kan stellen dat de eerste oorlog werd gestart door paranoia bij de kolonisten, en de tweede oorlog een voortzetting uit wraak was vanuit de Esopus. Het belangrijkste resultaat van de oorlogen was een stuk machtsvertoon door de Esopus. Hoewel er andere indianenoorlogen waren geweest, viel het tijdstip van deze twee oorlogen samen met het uitbreiden van Britse belangen in de Nederlandse gebieden van de Nieuwe Wereld. De moeite die de Nederlanders hadden bij het verslaan van de Esopus maakte aan de Britten duidelijk dat zij zich diplomatieker zouden moeten opstellen als ze op hun beurt met de oorspronkelijke inwoners van Nieuw-Nederland te maken kregen.

## Achtergrond
In 1609 verkende Henry Hudson de rivier die tegenwoordig zijn naam draagt. Veel van de oorspronkelijke bewoners die hij ontmoette hadden nooit eerder blanke mensen gezien en waren er zich niet van bewust dat er andere mensen in de wereld bestonden. Daarom stoorde het hen nogal toen - slechts vijf jaar later -  een Nederlandse handelpost werd gevestigd op de plaats waar zich nu Kingston, New York bevindt. Dit was land van de Esopus-stam, die het voor de landbouw gebruikte. Zij vernielden al spoedig de post en dreven de kolonisten terug naar het zuiden. Een nieuwe nederzetting werd gevestigd in 1652, maar de gevoelens van de stam waren niet veranderd en de nieuwe kolonisten werden opnieuw verdreven. Omdat het om vruchtbare landbouwgrond ging, kwamen de Nederlanders in 1658 opnieuw terug en dit keer werd er een palissade gebouwd om het dorp te verdedigen. De kolonie werd Wiltwijck genoemd. De schermutselingen gingen nog even door maar de indianen waren niet meer in staat de Europeanen te verdrijven. In plaats daarvan gaven de Esopus land aan de kolonisten in de hoop de vreemdelingen te kunnen inperken en hun belangrijke landbouwgrond te kunnen behouden.

## De Eerste Esopus-oorlog
Deze eerste oorlog was een kortstondig conflict tussen Nederlandse landbouwers en de Esopus, dat grotendeels veroorzaakt werd door angst en misverstand bij de kolonisten. Op 20 september 1659 waren enkele Esopus ingehuurd om landbouwwerk voor de kolonisten te doen. Nadat zij hun loon in brandewijn hadden ontvangen en genuttigd, schoot een dronken indiaan zijn musket leeg. Hoewel niemand werd geraakt raakten de Nederlandse dorpsbewoners in paniek. Zelfs toen enkele militairen de zaak onderzochten en concludeerden dat er geen kwade bedoelingen achter staken, trok een menigte van landbouwers en militairen eropuit en viel de groep indianen aan. De meesten van hen ontsnapten, maar keerden de volgende dag met enkele honderden versterkingen terug. De Esopus vernietigden gewassen, doodden vee, en staken gebouwen in brand. Omdat ze in aantal en vuurkracht veruit in de minderheid waren hadden de Nederlanders weinig hoop om te kunnen winnen. Maar zij slaagden erin om vol te houden, met kleine aanvallen terug te slaan en om de velden van de Esopus te verbranden, om ze uit te hongeren. Uiteindelijk ontvingen zij beslissende versterkingen uit Nieuw-Amsterdam. De oorlog eindigde op 15 juli 1660 toen de Esopus overeenkwamen om land voor vrede en voedsel in te ruilen. De vrede was echter onzeker. Er bleven spanningen bestaan tussen de Esopus en de kolonisten, die uiteindelijk leidden tot een tweede oorlog.

## De Tweede Esopus-oorlog
In de hoop om een nieuw verdrag te sluiten met de Esopus werd er door Nederlandse afgevaardigden verzocht om een ontmoeting op 5 juni 1663. De Esopus antwoordden dat het hun gewoonte was om vredesbesprekingen te houden in het openbaar en ongewapend, zodat de poorten van Wiltwijck open gehouden werden. De Esopus kwamen op 7 juni in grote aantallen de nederzetting binnen, zogenaamd om groenten te komen verkopen. Op het moment dat het bericht binnen kwam dat Esopus-strijders het naburige Nieuw Dorp geheel hadden vernietigd (tegenwoordig Hurley) waren de Esopus al in een gunstige positie voor een aanval. Ze konden de Nederlanders verrassen en verspreidden zich over de hele nederzetting. Twaalf huizen werden in brand gestoken, 21 personen vermoord en in totaal 44 vrouwen en kinderen ontvoerd. Uiteindelijk werden de Esopus door een groep kolonisten verjaagd en de Nederlanders herstelden hun vestingwerken. Op 16 juni werden Nederlandse militairen die munitie vervoerden naar de stad aangevallen op hun weg langs Ronduit Kreek. De Esopus werden opnieuw verdreven. De gehele maand juli verkenden de Nederlanders het gebied. Niet in staat om één volk van het andere te onderscheiden, vingen zij enige handelaren van de Wappinger, waarvan één met hen overeenkwam om de Nederlanders te helpen door hen informatie over diverse inheemse stammen en allianties te geven en als gids op te treden. Ondanks zijn hulp konden de Nederlanders geen confrontatie met de Esopus afdwingen, die guerrillatactiek gebruikten en gemakkelijk in de omgeving konden verdwijnen. Na verscheidene onproductieve schermutselingen, slaagden de Nederlanders erin om de hulp van Mohawk in te roepen, die als gidsen, tolken en soldaten dienden. Tegen eind juli hadden de Nederlanders voldoende versterkingen om het bolwerk van de Esopus in de bergen in het noorden aan te vallen. Hun zware materieel kwam echter maar langzaam vooruit en het terrein was moeilijk toegankelijk. Zij realiseerden zich dat ze nog steeds in het nadeel waren, dus namen zij hun toevlucht tot dezelfde tactieken als in de eerste oorlog en brandden de omringende gebieden af in de hoop dat honger de indianen tot een vrede zou dwingen. Begin september probeerde een andere Nederlandse groep opnieuw om de Esopus op hun grondgebied aan te vallen, deze keer met succes. De slag eindigde met de dood van Papequanaehen (de leider van de Esopus), 14 krijgers, 4 vrouwen en 3 kinderen, en de bevrijding van 23 Nederlanders. De indianen vluchtten, en de Nederlanders plunderden hun nederzetting alvorens terug te keren met voorraden en gevangenen. Dit beëindigde effectief de oorlog, hoewel de vrede weer erg onzeker was.
Na de tweede oorlog bleven de Nederlandse kolonisten erg wantrouwend tegenover alle inheemse Amerikanen met wie zij in contact kwamen. De rapporten die aan de Nederlandse overheid in Nieuw-Amsterdam werden uitgebracht vermelden verdachtmakingen over de bedoelingen van Wappinger en zelfs Mohawk, die de Nederlanders juist hadden geholpen.
De Nederlandse gevangengenomen dorpsbewoners werden door de indianen meegenomen door gebieden die geen blanke ooit had gezien. Na hun vrijlating beschreven zij het land aan de Nederlandse overheid, die trachtte het in kaart te brengen. Gedeelten van dit land werden later verkocht aan hugenoten die er het dorp Nieuwe Paltz vestigden. In september 1664 werd heel Nieuw-Nederland overgegeven aan de Britten die een meer geduldige houding innamen tegenover de oorspronkelijke bewoners. De grenzen van het indiaanse grondgebied werd zorgvuldig vastgesteld, voor het land dat voor de kroon werd ingenomen werd betaald, en de rest van hun land kon niet meer zonder volledige betaling en wederzijdse overeenkomst worden ingenomen. Het nieuwe verdrag bepaalde veilige doortocht voor reizigers voor handel, verklaarde "dat alle geleden verwondingen begraven en vergeten waren aan beide zijden", er werd een gelijke straf (executie) vastgesteld op moord door zowel kolonisten als indianen en men was respect verschuldigd aan de sachems en hun mensen.
In de loop van de volgende twee decennia werd het land van de Esopus opgekocht en de inwoners werden vreedzaam maar onverbiddelijk verdreven zodat ze uiteindelijk hun toevlucht moesten zoeken bij de Mohawk ten noorden van de Shawangunkbergen. Vandaag de dag leven sommigen van hun nakomelingen in het reservaat Stockbridge-Munsee in Shawano County, Wisconsin. Ook wordt gesteld dat veel van hen zich na de oorlogen aansloten bij de Ramapough Berg-indianen uit New Jersey, net zoals was gebeurd na de Oorlog van Kieft in 1643.